# Celadas
Celadas – gmina w Hiszpanii, w prowincji Teruel, w Aragonii, o powierzchni 100,45 km². W 2011 roku gmina liczyła 406 mieszkańców.